# Wydział Filozoficzny Uniwersytetu Papieskiego Jana Pawła II w Krakowie
Wydział Filozoficzny Uniwersytetu Papieskiego Jana Pawła II w Krakowie – jednostka naukowo-dydaktyczna należąca do struktur Uniwersytetu Papieskiego Jana Pawła II. Jego siedziba znajduje się przy ul. Kanoniczej 25 w Krakowie.

## Struktura
- Katedra Bioetyki
- Katedra Etyki
- Katedra Filozofii Boga
- Katedra Filozofii Człowieka
- Katedra Filozofii Logiki
- Katedra Filozofii Poznania
- Katedra Filozofii Przyrody
- Katedra Filozofii Religii
- Katedra Filozofii Społecznej
- Katedra Historii Filozofii Nowożytnej i Współczesnej
- Katedra Historii Filozofii Starożytnej i Średniowiecznej
- Katedra Metafizyki
- Katedra Psychologii Religii

## Lista dziekanów
Dziekani wydziału:
- ks. prof. dr hab. Józef Tischner (1982–1985)
- ks. prof. dr hab. Tadeusz Wojciechowski (1985–1988)
- ks. prof. dr hab. Józef Życiński (1988–1991)
- ks. dr hab. Tadeusz Gadacz (1991–1995)
- ks. dr hab. Stanisław Pamuła (1995–1997)
- ks. prof. dr hab. Józef Tischner (1997–2000)
- ks. dr hab. Władysław Zuziak (2000–2006)
- ks. prof. dr hab. Stanisław Wszołek (2006–2009)
- ks. dr hab. Janusz Mączka (2009–2016)
- ks. dr hab. Jarosław Jagiełło (2016–2024)
- ks. dr hab. Miłosz Hołda (od 2024)

## Działalność dydaktyczna
Wydział kształci studentów na kierunkach:
- filozofia – studia licencjackie, magisterskie, doktoranckie
- specjalności na studiach magisterskich (II stopnia): etyka stosowana, filozofia umysłu i kognitywistyka, philosophy in science.

## Działalność naukowa
Szczególne miejsce w strukturze Wydziału Filozoficznego zajmuje Katedra Filozofii Przyrody. W ramach Ośrodka Badań Interdyscyplinarnych związani z nią pracownicy i studenci prowadzą badania z zakresu filozofii i historii nauki. Interdyscyplinarna refleksja obejmuje przede wszystkim filozoficzne zagadnienia fizyki, kosmologii, a w ostatnim czasie także nauk biologicznych. Poprzez wykłady, seminaria i inne zajęcia dydaktyczne OBI przygotowuje młodych uczonych do konkretnych prac badawczych.
OBI prowadzi także działalność wydawniczą. Wydaje pismo Zagadnienia Filozoficzne w Nauce, samodzielnie bądź we współpracy z innymi wydawnictwami wydało wiele publikacji książkowych. Od 2002 r. ukazuje się ponadto studenckie pismo Semina Scientiarum, w którym autorzy poruszają problematykę "filozofii w nauce".
Obecnie sporą część zadań przejęło założone z inicjatywy laureata Nagrody Templetona prof. dr hab. Michała Hellera w 2008 r. Centrum Kopernika Badań Interdyscyplinarnych. Jego członkowie współpracują z wieloma instytucjami naukowymi o podobnym ukierunkowaniu - organizują tak krajowe, jak i międzynarodowe sympozja, zjazdy i konferencje. Centrum posiada własne wydawnictwo Copernicus Center Press.

## Koło Naukowe
Przy Wydziale Filozoficznym funkcjonuje Koło Naukowe Studentów Filozofii, które w roku 2011 zostało uznane za najlepsze koło naukowe w Polsce. Jego działalność opiera się na samodzielnej aktywności naukowej studentów, ukierunkowanej na analizę i dyskutowanie klasycznych problemów filozofii. Od początku funkcjonowania podstawę działalności Koła stanowią cotygodniowe spotkania w malowniczej siedzibie położonej w podziemiach uczelni przy ul. Franciszkańskiej 1. Odbywają się one w ramach pięciu sekcji: estetyki, filozofii procesu, filozofii przyrody, filozofii starożytnej oraz filozofii teoretycznej.
W siedzibie jest gromadzony bogaty księgozbiór, obejmujący klasyczne dzieła filozofii, monografie oraz czasopisma naukowe (polskie i zagraniczne). W ramach działalności Koła odbywają się wykłady zaproszonych gości z różnych ośrodków naukowych, a także wspólne spotkania z innymi Kołami Naukowymi. Od chwili powstania Koła nie uległa zmianie istota jego funkcjonowania: wspólny namysł nad rzeczywistością, ćwiczenie umiejętności krytycznej analizy poznawanych stanowisk oraz wyrażanie własnych przemyśleń.